# Otto Rausch (Künstler)
Otto Rausch (* 6. Juli 1923 in Eggersriet; † 19. Juni 2000 in Walenstadtberg) war ein Schweizer Bildhauer, Maler, Grafiker und Kunstpädagoge. Sein Werk umfasst Kunst am Bau, Brunnenfiguren, Reliefs, Skulpturen, Holz- und Linolschnitte, Malerei, Collagen, Kupferstiche, Zeichnungen, sonstige Grafiken, Glasmalerei, Keramiken und Medaillen.

## Leben und Werk

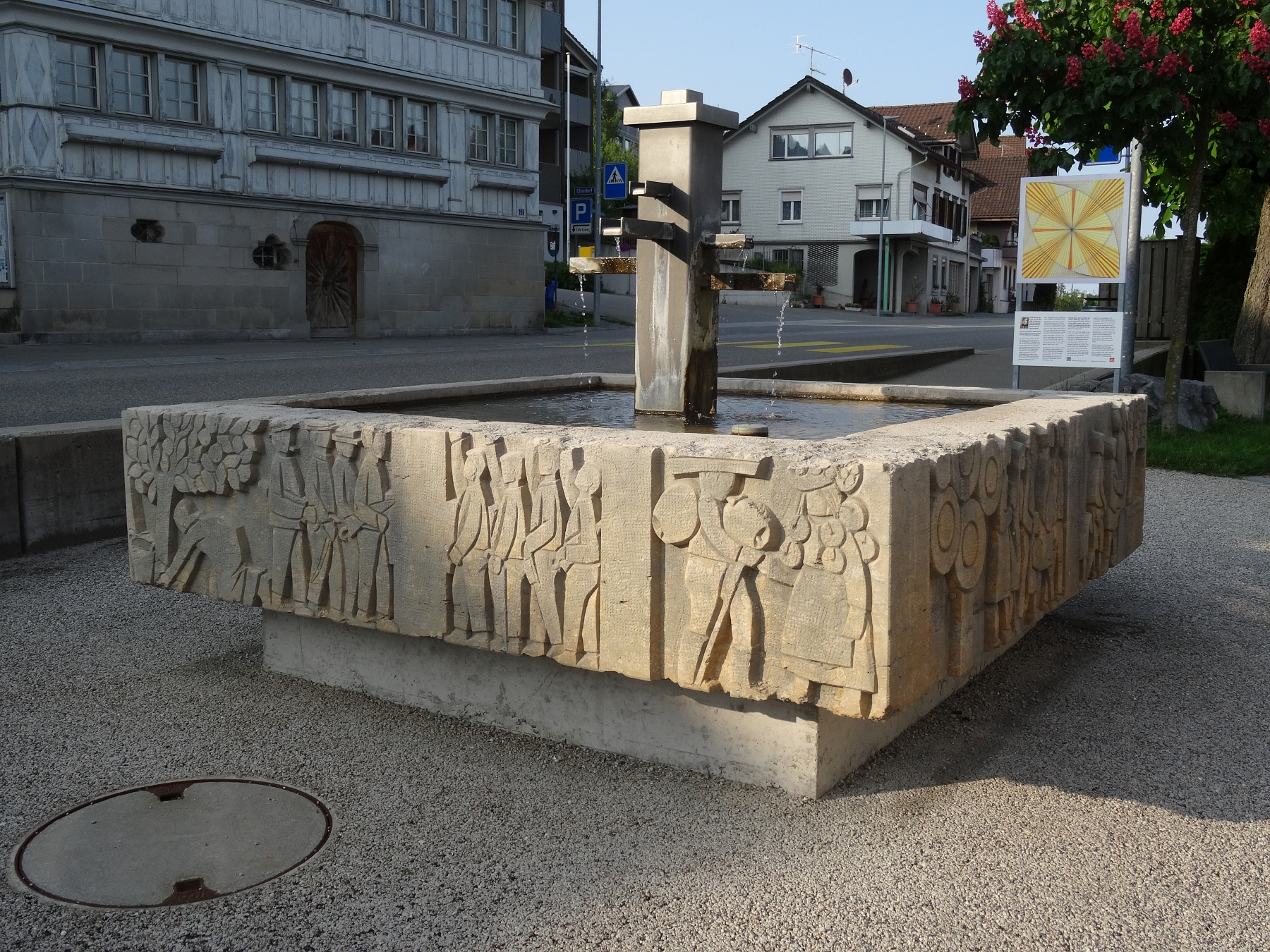
Brunnenrelief 1965 in Waldstatt

Otto Rausch war ein Sohn eines Steinbildhauers und besuchte die Kunstgewerbeschule St. Gallen, wo er von Alfred Stärkle (1883–1962) und Fritz Gilsi unterrichtet wurde.
1957 besuchte Rausch für kurze Zeit die École nationale supérieure des beaux-arts de Paris. Anschliessend studierte er an der Grande Chaumière beim Maler Ossip Zadkine. 1958 schuf er erste Collagen und 1965 erste Holzschnitte und Lithografien.
Nach seiner Rückkehr in die Schweiz richtete sich Rausch sein Atelier in Thal ein. Während 15 Jahren unterrichtete er an der Gewerblichen Berufsschule St. Gallen sowie 24 Jahre lang am Gymnasium Marienburg in Thal. Die Lehrtätigkeit und die einhergehende finanzielle Unabhängigkeit ermöglichten ihm eine vielseitige künstlerische Tätigkeit.
Seine Werke befinden sich in der Ostschweiz an zahlreichen öffentlichen Plätzen in Schulhäusern und Kirchen.